# Caux (Montreux)
Caux (hist. Caux-sur-Montreux) – dzielnica miasta Montreux w zachodniej Szwajcarii, w kantonie Vaud, w okręgu (district) Riviera-Pays-d’Enhaut. Znany ośrodek narciarski położony niedaleko brzegów Jeziora Genewskiego. Ośrodek jest przystankiem dla turystów zmierzających na Rochers de Naye i przełęcz Col de Jaman. Montreux leży około 1,5 km od Caux.
W 1930 r. rozegrano tu pierwsze Mistrzostwa świata w bobslejach i skeletonie.

## Galeria

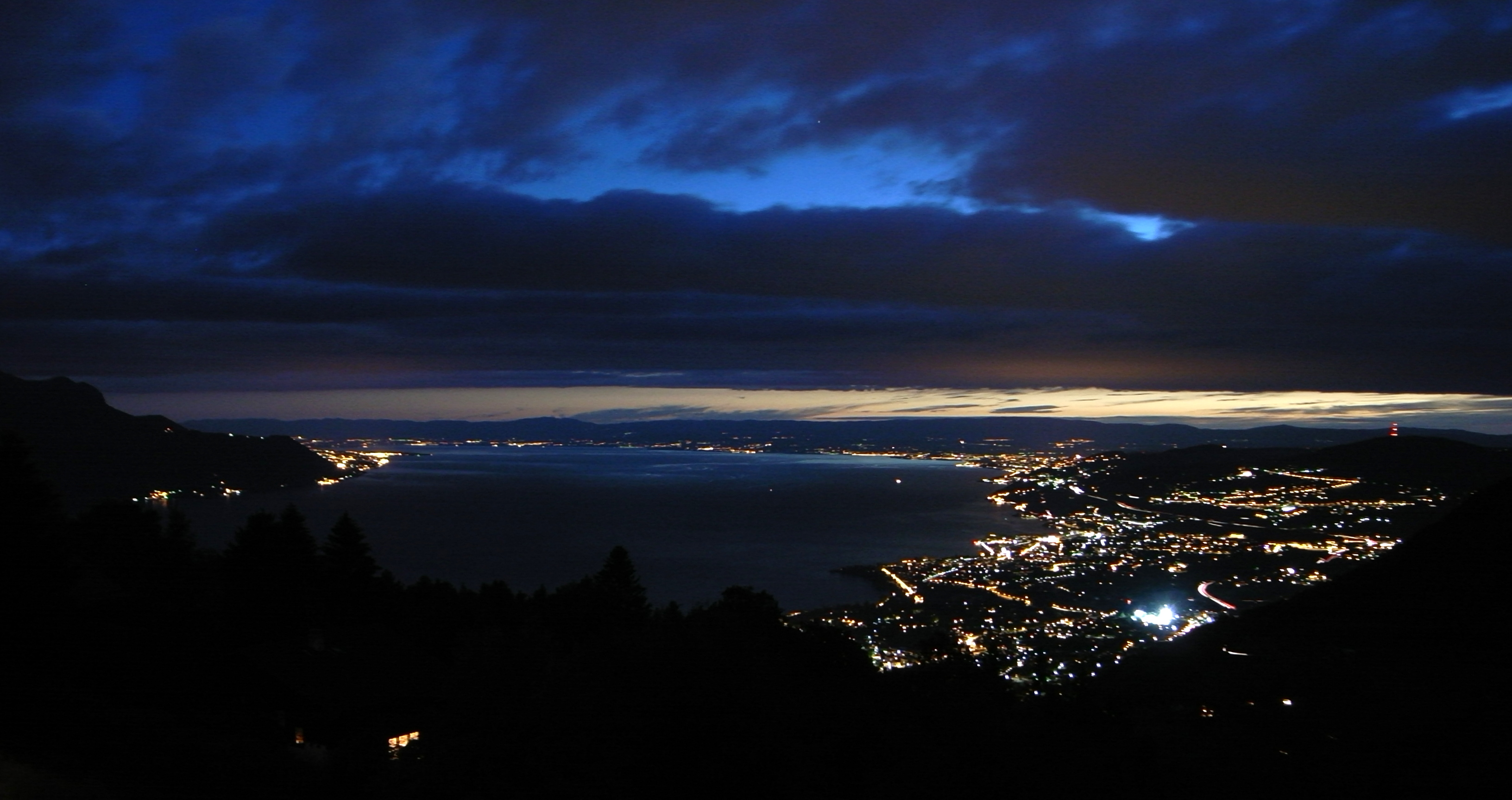
Widok z Caux na Jezioro Genewskie
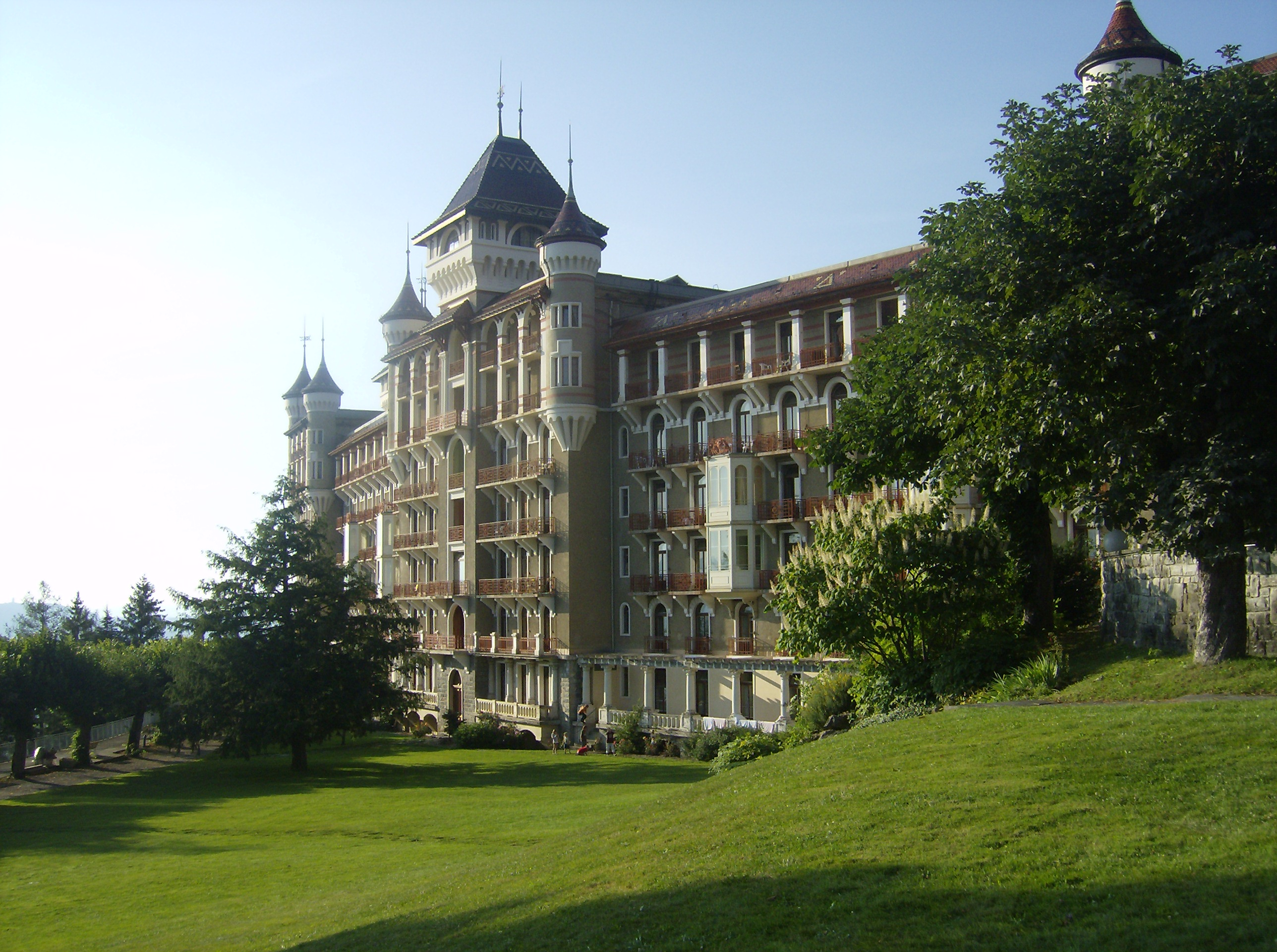
Caux Conference Center
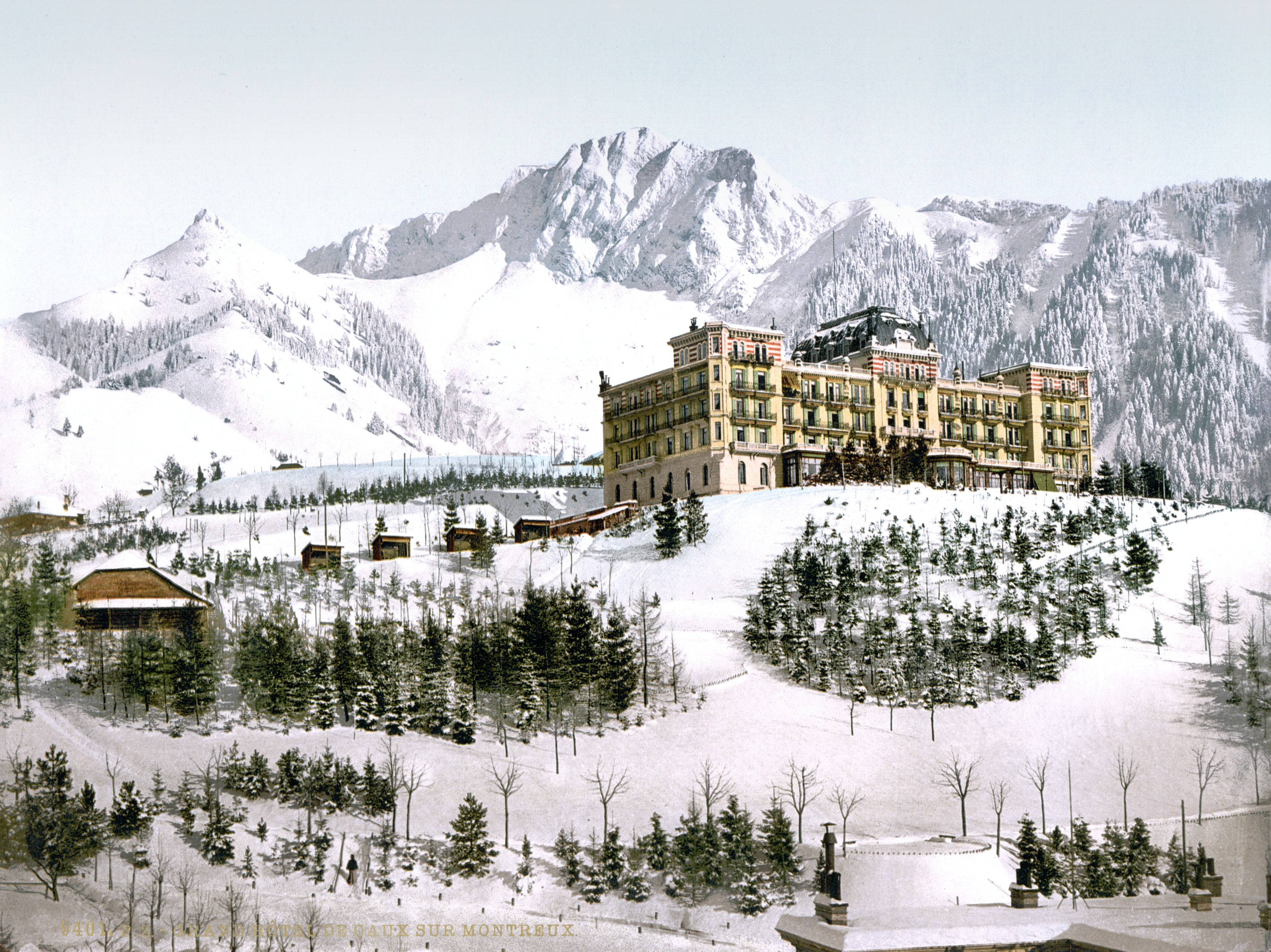
Grand Hotel de Caux